# Érione à front bleu
Eriocnemis glaucopoides
Espèce
Statut de conservation UICN

 LC  : Préoccupation mineure
Statut CITES
L'Érione à front bleu ou Érione d'Orbigny (Eriocnemis glaucopoides) est une espèce de colibris de la sous-famille des Lesbiinae et de la tribu des Heliantheini.

## Distribution
L'Érione à front bleu est présente en Bolivie et en Argentine.

Carte de répartition de l'espèce